# Amir Tataloo
Amir Tataloo (nascido em 21 de setembro de 1987) é um cantor, compositor e rapper iraniano. Tataloo é o primeiro cantor de R&B no Irã e também faz parte da primeira geração da cena underground do hip hop iraniano.
Tataloo foi preso várias vezes quando vivia no Irã pelas autoridades da República Islâmica em 2016 e 2018 e passou meses na prisão. Em 2018, ele se mudou para a Turquia e continuou a estabelecer sua carreira de sucesso criando álbuns e grandes shows na Turquia que de outra forma não seriam permitidos no Irã até 2023. Frustrado por viver no exílio, e após o vencimento de seu passaporte iraniano , ele tentou deixar a Turquia para retornar a Teerã. Em 2023, as autoridades turcas primeiro rejeitaram sua partida do aeroporto de Istambul com um passaporte iraniano vencido e depois o prenderam e entregaram Tataloo à polícia da República Islâmica, onde ele foi imediatamente preso com acusações graves pendentes. Em 19 de janeiro de 2025, ele foi condenado à morte por blasfêmia.

## Biografia
Amir Hossein Maghsoudloo, nome artístico Amir Tataloo, nasceu em Majidieh, Teerã. Devido ao trabalho de seu pai, Amir passou seus anos de escola primária em Rasht. Depois de alguns anos, ele se mudou de volta para Teerã. Por causa da situação financeira da família, decidiu trabalhar e estudar simultaneamente. Dos 14 aos 16 anos trabalhou numa oficina de carpintaria, e dos 16 aos 18 anos trabalhou numa mercearia. Depois de terminar o ensino médio, ele começou a se dedicar à música. O início de sua carreira começou na mesma época que outros músicos conhecidos da música underground persa.
Tataloo começou sua carreira musical em 2003, e começou lançando músicas em seu blog pessoal. Começou como músico underground e continua sem autorização do Ministério da Cultura e Orientação Islâmica. Ele foi descrito pela revista Time como "Um rapper com tantos fãs" e pela Radio Free Europe/Radio Liberty como um artista com uma "forte base de fãs" entre os jovens iranianos. Seu estilo de música foi descrito como uma "popular mistura chamativa de pop, rap e R&B".
Ele lançou um single, "Manam Yeki az un Yazdahtam" (Eu também sou um daqueles onze jogadores), para a Seleção Iraniana de Futebol durante a Copa do Mundo FIFA de 2014.

## Discografia
- Zire Hamkaf (2011)
- Tatalidade (2013)
- Homem (2014)
- Shomareh 6 (2015)
- Mamnoo'e (2015)
- Shomareh 7 (2016)
- Ghahreman (2017)
- Almir (2017)
- Saye (2018)
- Jahanam (2018)
- Barzakh (2019)
- 78 (2020)
- Sheytan (2021)
- Fereshteh (2021)
- Sam (2022)
- Ambos (2022)
- Cosmos (2022)